# Dimitrios Voulgaris

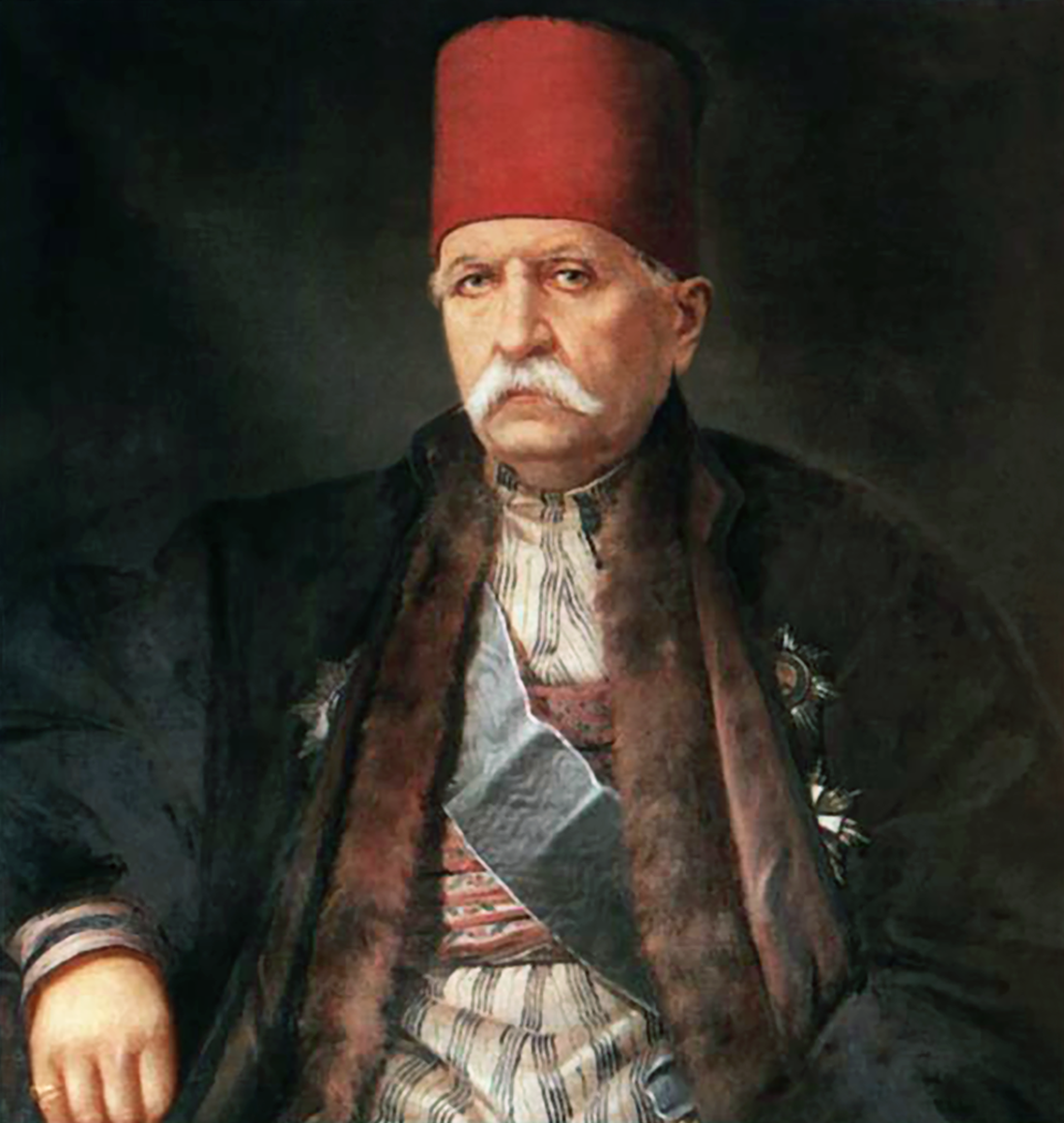
Dimitrios Voulgaris.

Dimitrios Voulgaris (grekiska: Δημήτριος Βούλγαρης), född 20 december 1802, död 10 januari 1878 i Aten, var en grekisk statsman.
Voulgaris var motståndare till Ioannis Kapodistrias, till vars fall han 1832 medverkade. Han var 1847–48 grekisk marinminister, 1848–49 finansminister, och 1855–59 ministerpresident. Han tillhörde senare den mest utpräglade oppositionen mot kung Otto. Åren 1862–63 var han medlem av regentskapsrådet, och under kung Georg 1863–75 fem gånger ministerpresident.